# Crise do Levante

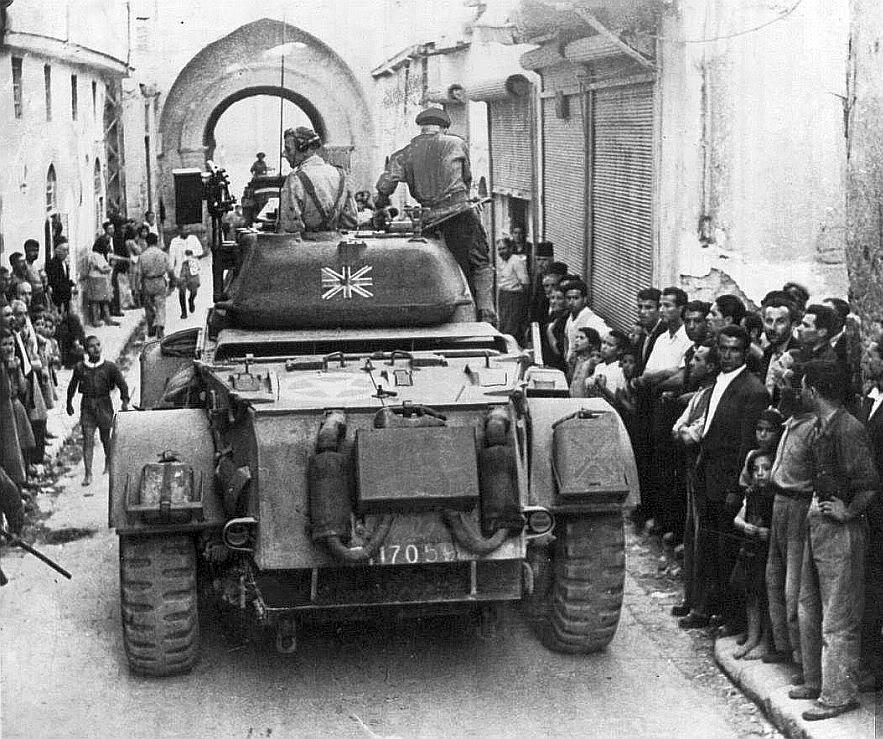
Carros blindados britânicos se movendo pelas ruas de Damasco durante a crise do Levante em maio de 1945

A Crise do Levante, também conhecida como Crise de Damasco, Crise Síria ou Confrontação do Levante, foi um confronto militar ocorrido entre as forças britânicas e francesas na Síria em maio de 1945, logo após o fim da Segunda Guerra Mundial na Europa. As tropas francesas tentaram reprimir os protestos nacionalistas na Síria devido à ocupação contínua do Levante pela França. Com pesadas baixas sírias, o primeiro-ministro britânico Winston Churchill se opôs à ação francesa e enviou forças britânicas da Transjordânia para a Síria com ordens de atirar nos franceses, se necessário.
Carros blindados e tropas britânicas chegaram então à capital síria de Damasco, após o que os franceses foram escoltados e confinados em seus quartéis. Com a pressão política adicionada, os franceses ordenaram um cessar-fogo. A crise quase levou a Grã-Bretanha e a França à beira da guerra.